# Inga vasútállomás
Inga vasútállomás Finnországban,  településen található.

## Vasútvonalak
Az állomást az alábbi vasútvonalak érintik:
- Helsinki–Turku-vasútvonal

## Kapcsolódó állomások
A vasútállomáshoz az alábbi állomások vannak a legközelebb:
- Siuntio vasútállomás
- Karis vasútállomás